# Макарово (Аургазинский район)
Макарово (баш. Макаров) — в Тукаевском сельсовете  Аургазинского района Республики Башкортостан России.
С 2005 современный статус.

## Географическое положение
Расстояние до:
- районного центра (Толбазы): 31 км,
- центра сельсовета (Тукаево): 4 км,
- ближайшей железнодорожной станции (Шингак-Куль): 52 км.

## История
Статус деревня, сельского населённого пункта, посёлок получил согласно Закону Республики Башкортостан от 20 июля 2005 года N 211-з «О внесении изменений в административно-территориальное устройство Республики Башкортостан в связи с образованием, объединением, упразднением и изменением статуса населенных пунктов, переносом административных центров», ст.1:

6. Изменить статус следующих населенных пунктов, установив тип поселения — деревня:
 
5)  в Аургазинском районе:…

ю) поселка Макарово Тукаевского сельсовета

## Население
| 2002 | 2009 | 2010 |
| ---- | ---- | ---- |
| 8    | ↘7   | ↗9   |

Национальный состав
Согласно переписи 2002 года, преобладающая национальность — татары (62 %).